# Tigerström
Tigerström var en svensk adelssläkt som är utdöd.

## Kända medlemmar
- Major Johan Beckenström (1675–1734) , adlades av Karl XII med namnet Tigerström.